# Ledigenheim
Ein Ledigenheim ist eine bauliche Unterkunft für unverheiratete Arbeiter, Angestellte, Bergleute, Handwerker, Soldaten, Studenten und Tagelöhner mit meist geringem Einkommen, die aufgrund der vorherrschenden Wohnungsknappheit eine günstige Übernachtungsmöglichkeit suchen.

## Geschichte

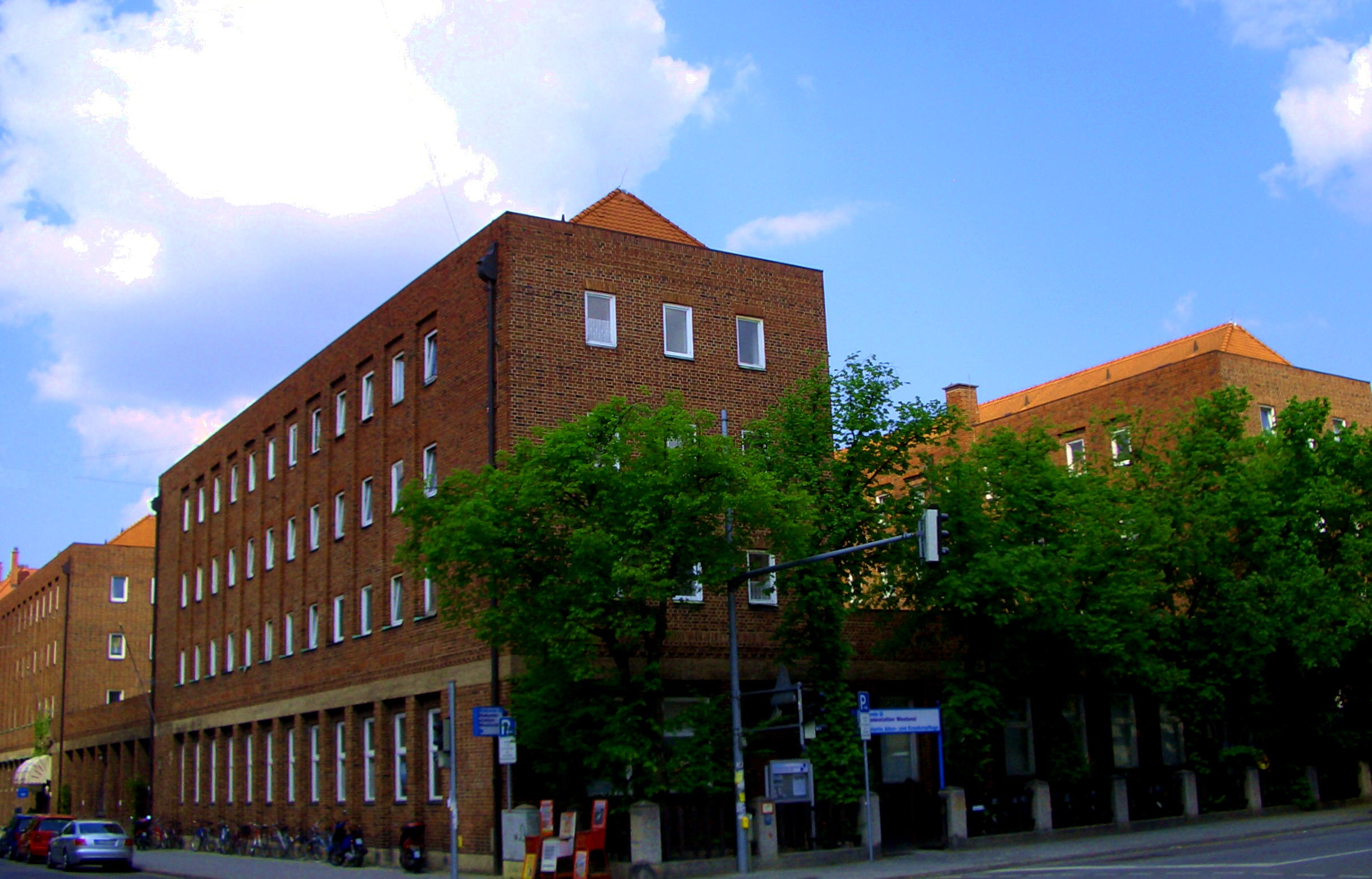
Ledigenheim in München

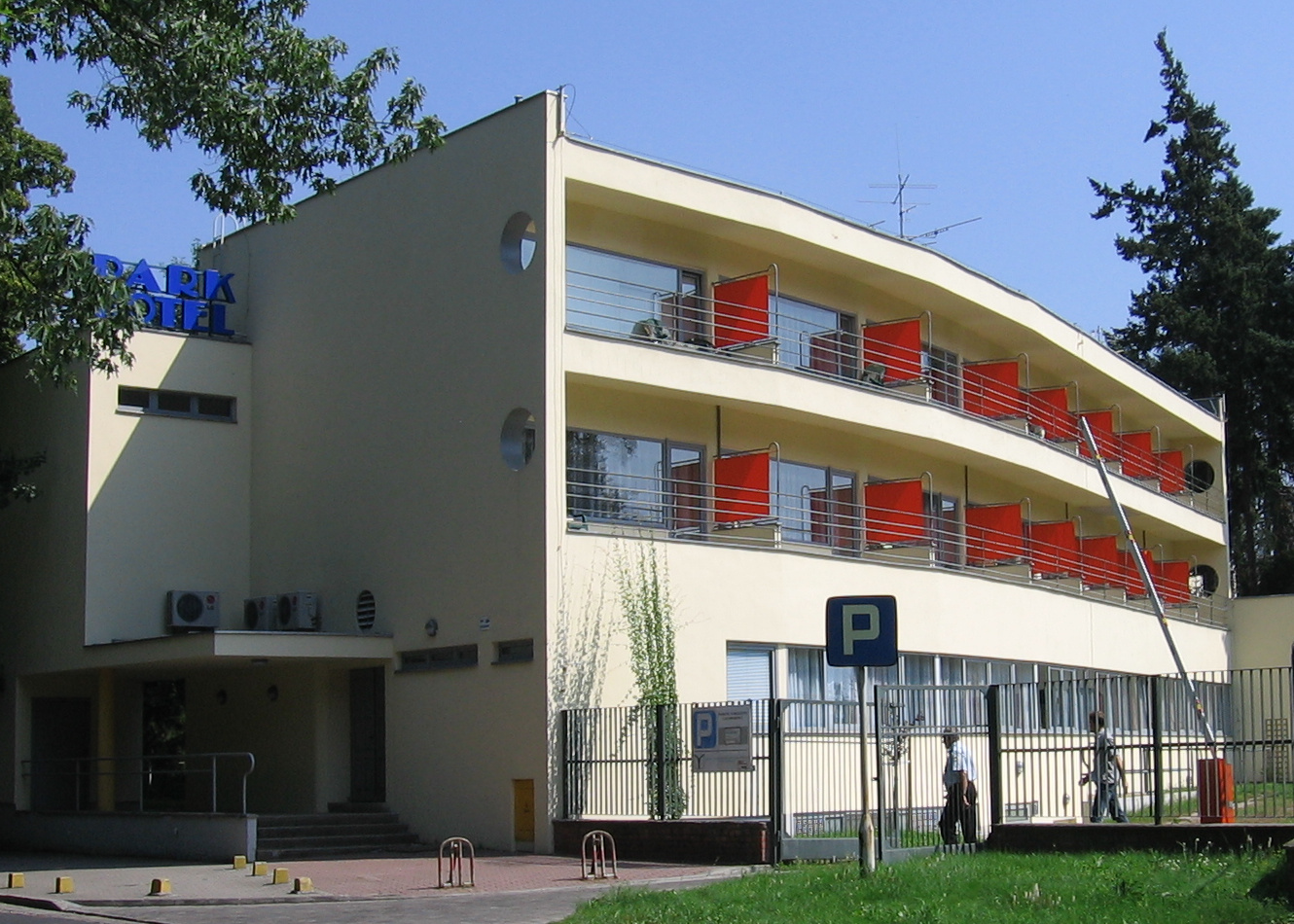
Ledigenheim in Breslau (Wrocław)

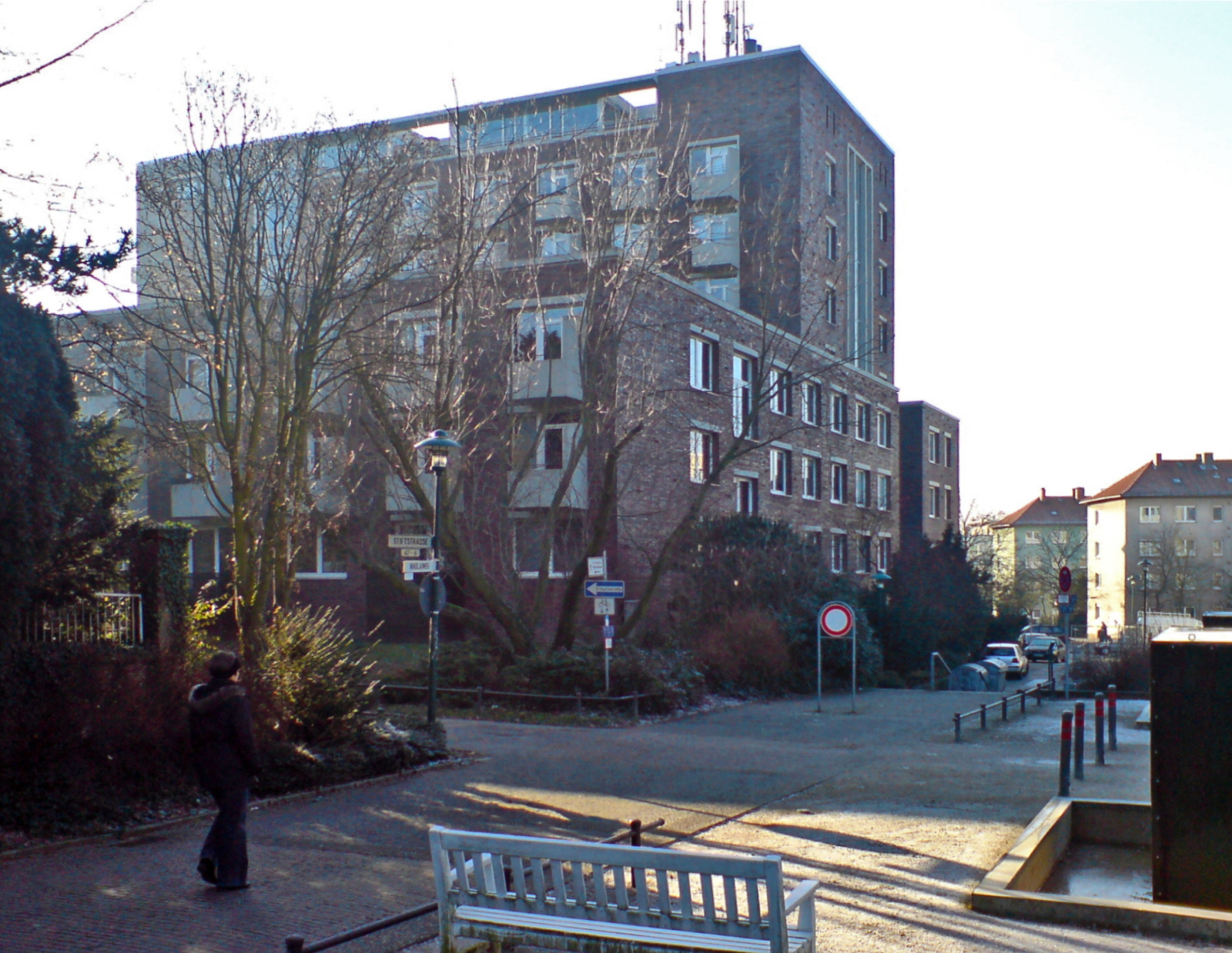
Ledigenwohnheim in Darmstadt

Ledigenheime wurden seit Ende des 19. Jahrhunderts gebaut und bis in die 1960er Jahre geführt, da nach dem Zweiten Weltkrieg weiterhin Wohnungsnotstand bestand. Heute sind die Einrichtungen in München und Hamburg die letzten noch betriebenen Ledigenheime in Deutschland. Die übrigen sind meist in Aus- und Übersiedlerheime, Studentenwohnheime, Seniorenheime, Hotels oder Wohnhäuser umgewandelt.

## Einrichtung und Zweck

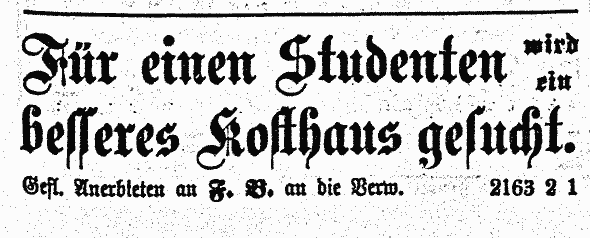
Anzeige für studentischen Kostgänger in den Bozner Nachrichten, 1911

Mit den Ledigenheimen sollte das Schlafgängerwesen eingedämmt werden, das als hygienisch und moralisch bedenklich galt. Von bürgerlichen Reformern wurden die Schlafgänger verantwortlich gemacht für die verheerende Überbelegung vieler Arbeiterwohnungen und für die damit verbundene Gefährdung der Familien. Frauen hatten zu den Unterkünften keinen Zugang, wenn es sich um Einrichtungen für Männer handelte, weshalb diejenigen für Männer im Volksmund auch Bullenkloster genannt wurden. Allerdings gab es auch für Frauen entsprechende Unterkünfte, wie beispielsweise die Drachenburg in Berlin. Zur Ausstattung der Heime gehörten neben den Wohnräumen eine Kantine, gemeinsame Sanitäranlagen (Waschräume, Toiletten, zum Teil Badegelegenheiten), Verwaltungs- und Aufenthaltsräume. Die Kantine sollte die Bewohner mit preisgünstigem Essen versorgen, auch um sie vom Besuch in Gaststätten, aus dem sich oft ein übermäßiger Alkoholkonsum entwickelte, abzuhalten. Zudem besaßen die meisten Männer zu dieser Zeit kaum Kenntnisse in Haushaltsfragen, waren somit auch nicht in der Lage, sich selbst zu verköstigen. In späterer Zeit wurden allerdings auch Küchen zur gemeinschaftlichen Nutzung durch die Bewohner eingerichtet.
Die Heime wurden häufig in der Nähe von Industriebetrieben gebaut, um die Arbeitskräfte an die Werke zu binden. Sie dienten aber auch der Kontrolle und sollten die Organisation der Arbeiterschaft in Gewerkschaften erschweren. Andere Ledigenheime wurden in kirchlicher Trägerschaft betrieben und standen nur den Angehörigen der betreffenden Konfession offen, entsprechende geistliche Betreuung gehörte hier zum Angebot, sollte aber auch sittliche Verfehlungen verhindern.
Im Lied vom Geiseltal, das Karl-Boy Simonsen (1914–1994) im Jahr 1933 verfasst hat, heißt es:
Wenn der Tag zu Ende, die Arbeit aus,

Und verblasst der Abendsonnenschein,

Fuhren wir, die Grabungskolonne, ahoi,

Auf dem Rad ins Ledigenheim.

Dort brachte uns Meta das Essen herbei,

(Von der Industrie finanziert).

Zur Liebe hatten wir keine Zeit,

Die Arbeit hat uns ruiniert.

## Beispiele

### Ehemalige, umgenutzte Ledigenheime (Auswahl)

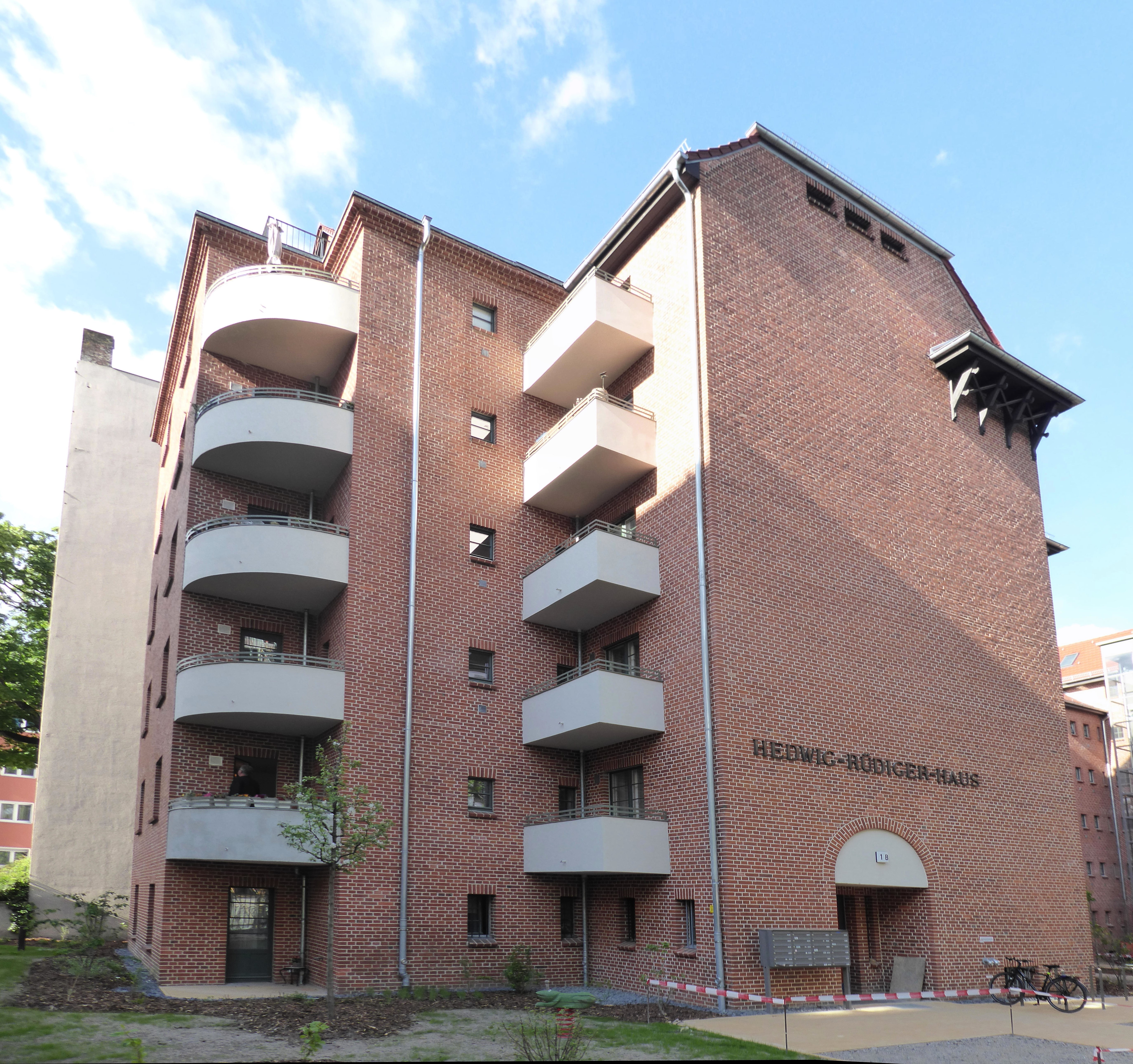
Hedwig-Rüdiger-Haus in Berlin-Charlottenburg

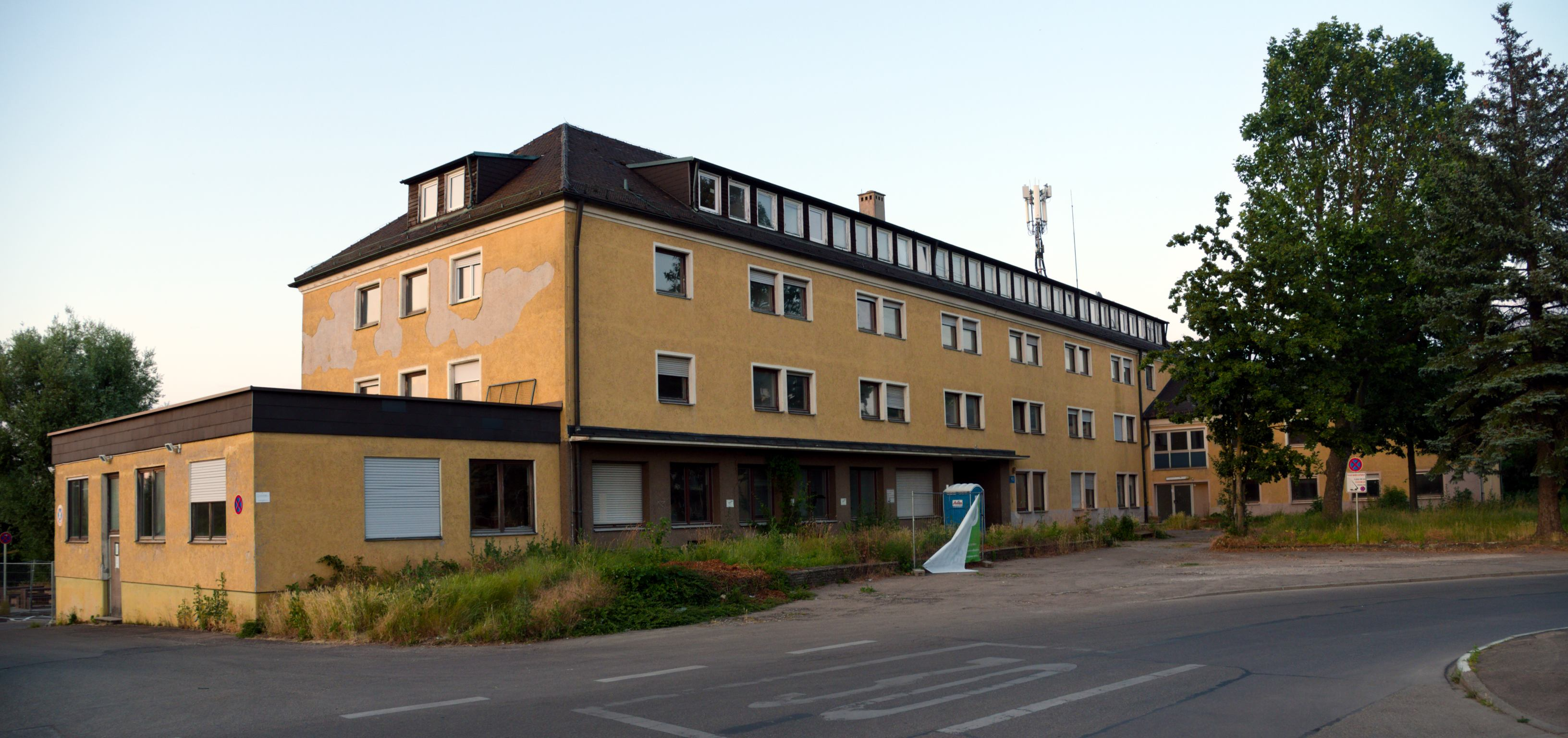
Ehemaliges Ledigenheim Kornwestheim

- Berlin-Charlottenburg: Ledigenheim für Männer, Danckelmannstraße 46/47 (unter Denkmalschutz)[3][4]
- Berlin-Charlottenburg: Hedwig-Rüdiger-Haus, Ledigenheim für Postbeamtinnen, Herbart- / Ecke Dernburgstraße
- Berlin-Moabit: Ledigenheim für Männer, Waldenserstraße 31 (unter Denkmalschutz)[5]
- Berlin-Wedding: Ledigenheim für Männer am Brunnenplatz
- Breslau (Wrocław): Haus 31 in der Werkbundsiedlung Breslau
- Darmstadt: Ledigenwohnheim an der Mathildenhöhe (unter Denkmalschutz)
- Dinslaken-Lohberg: Bergarbeiter-Wohnheim der Zeche Lohberg, Stollenstraße 1[6]
- Dortmund-Eving: Wohlfahrtsgebäude Kolonie Eving (unter Denkmalschutz)
- Essen: Krupp-Ledigenheim, heutiges Bürohaus West (unter Denkmalschutz)
- Essen: Kaiser-Wilhelm-Ledigenheim, Weberplatz (erheblich verändert, unter Denkmalschutz)
- Kornwestheim: Eisenbahner-Ledigenheim beim Lehrstellwerk
- Werdohl: heutiges Rathaus (unter Denkmalschutz)

### Bestehende Ledigenheime
- Hamburg: Ledigenheim Hamburg
- München: Ledigenheim München